# Baptisterio de Padua
El baptisterio de la Catedral, dedicado a san Juan Bautista, es un edificio de culto situado en la Piazza del Duomo de Padua, al lado del Duomo. En su interior conserva uno de los ciclos de frescos más importantes del siglo XIV, obra maestra de Giusto de Menabuoi. 
Desde 2021 ha sido incluido por la UNESCO entre los sitios del Patrimonio Mundial, parte del sitio de las series de frescos del siglo XIV en Padua.

## Historia
La construcción del baptisterio se inició en el siglo XII sobre probables edificaciones preexistentes; sufrió diversas reformas en el siglo XIII y fue consagrada por Guido, patriarca de Grado  (1281). Entre 1370 et 1379, fue restaurado y se transformó en mausoleo del príncipe de la ciudad Francesco il Vecchio da Carrara y de su esposa Fina Buzzaccarini, quienes le encargaron la decoración, encomendando la obra a Giusto de' Menabuoi (que luego fue enterrado en el exterior del edificio). La figura del comitente aparece con sus hijas en el episodio del nacimiento de Giovanni Battista y en la luneta donde Giovanni Battista confía a Fina Buzzaccarini a la Virgen, pintada dentro de un arco gótico que alguna vez presidió la tumba de la noble pareja.
Con la caída de la Casa de Carrara en el señorío de Carrara, en 1405, los soldados venecianos demolieron las tumbas monumentales y cubrieron los numerosos emblemas de Francesco il Vecchio con pintura verde.
Después de varias restauraciones parciales en el siglo XX, ahora espera una importante restauración general.

Exterior del baptisterio de Padua
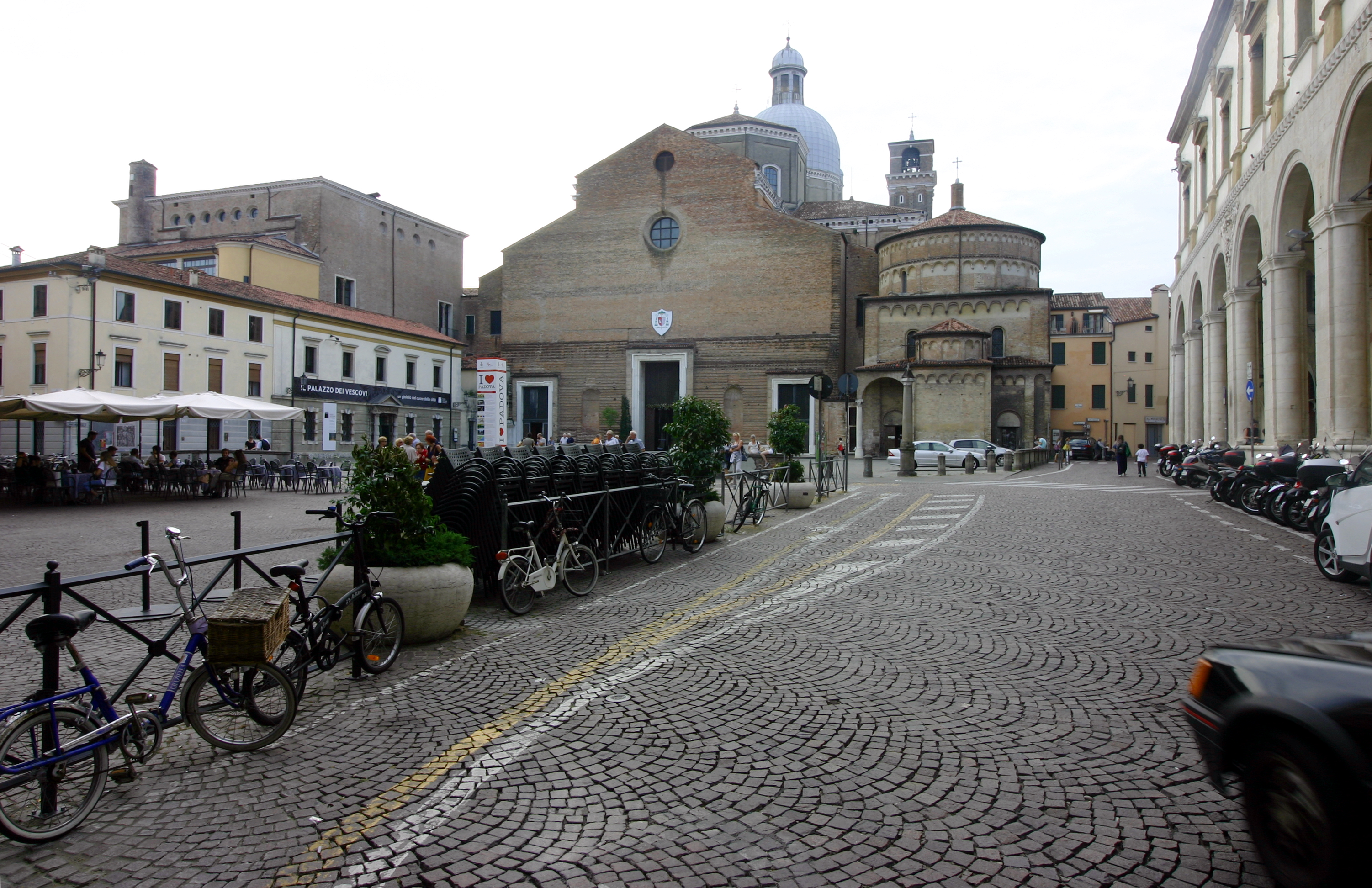
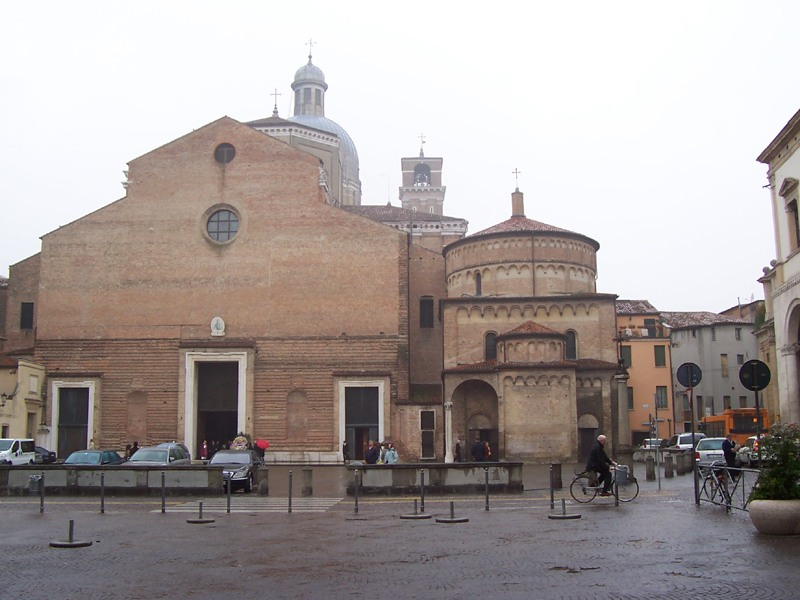
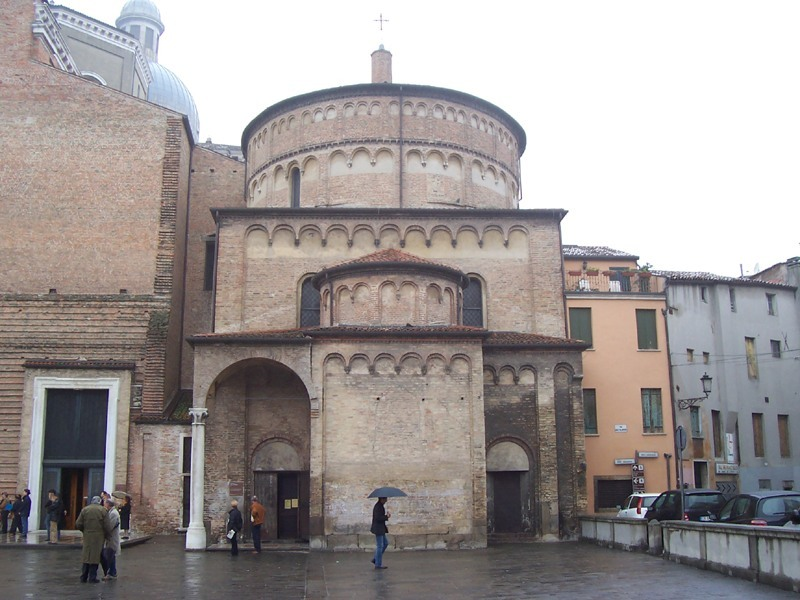
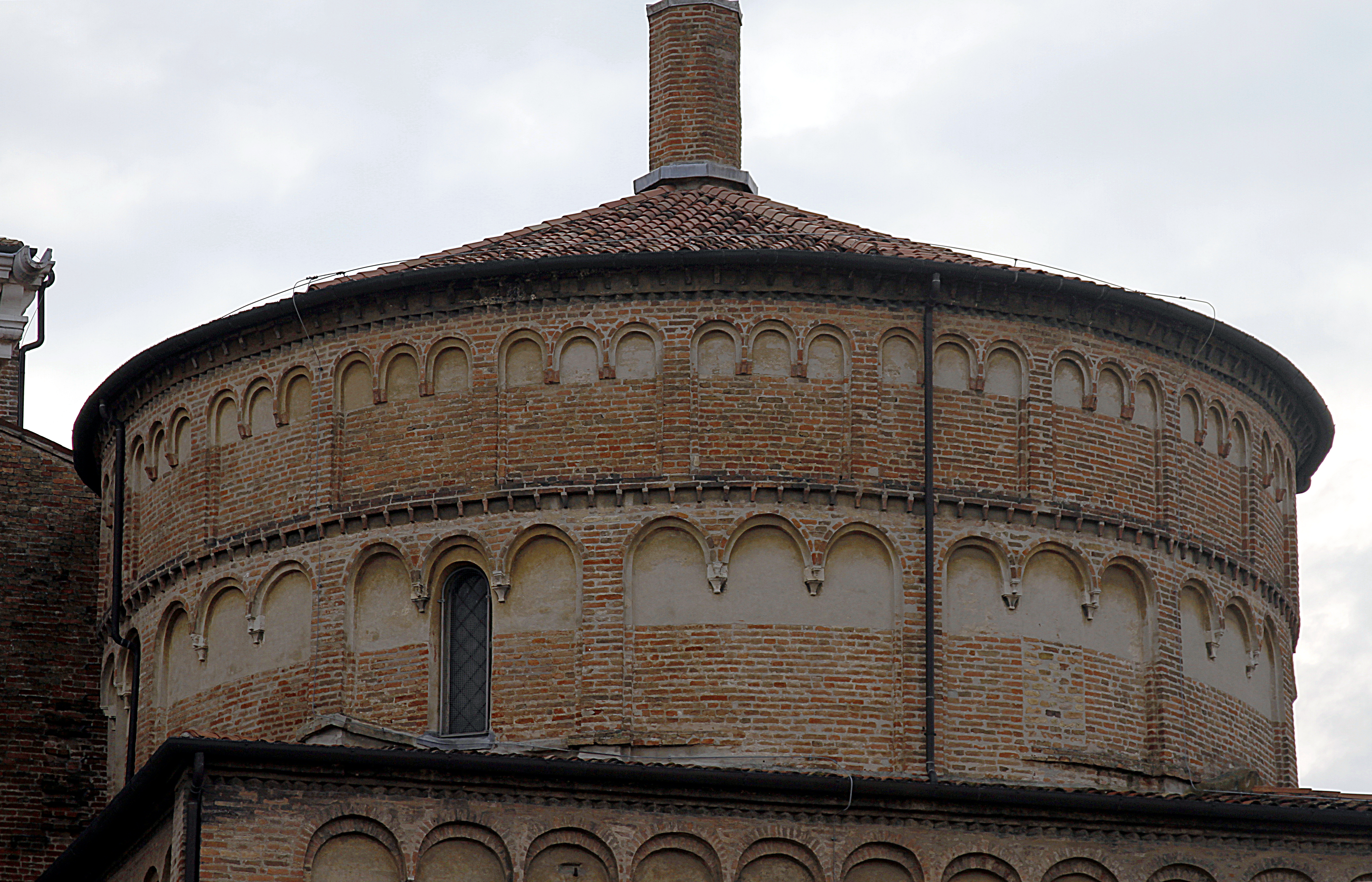
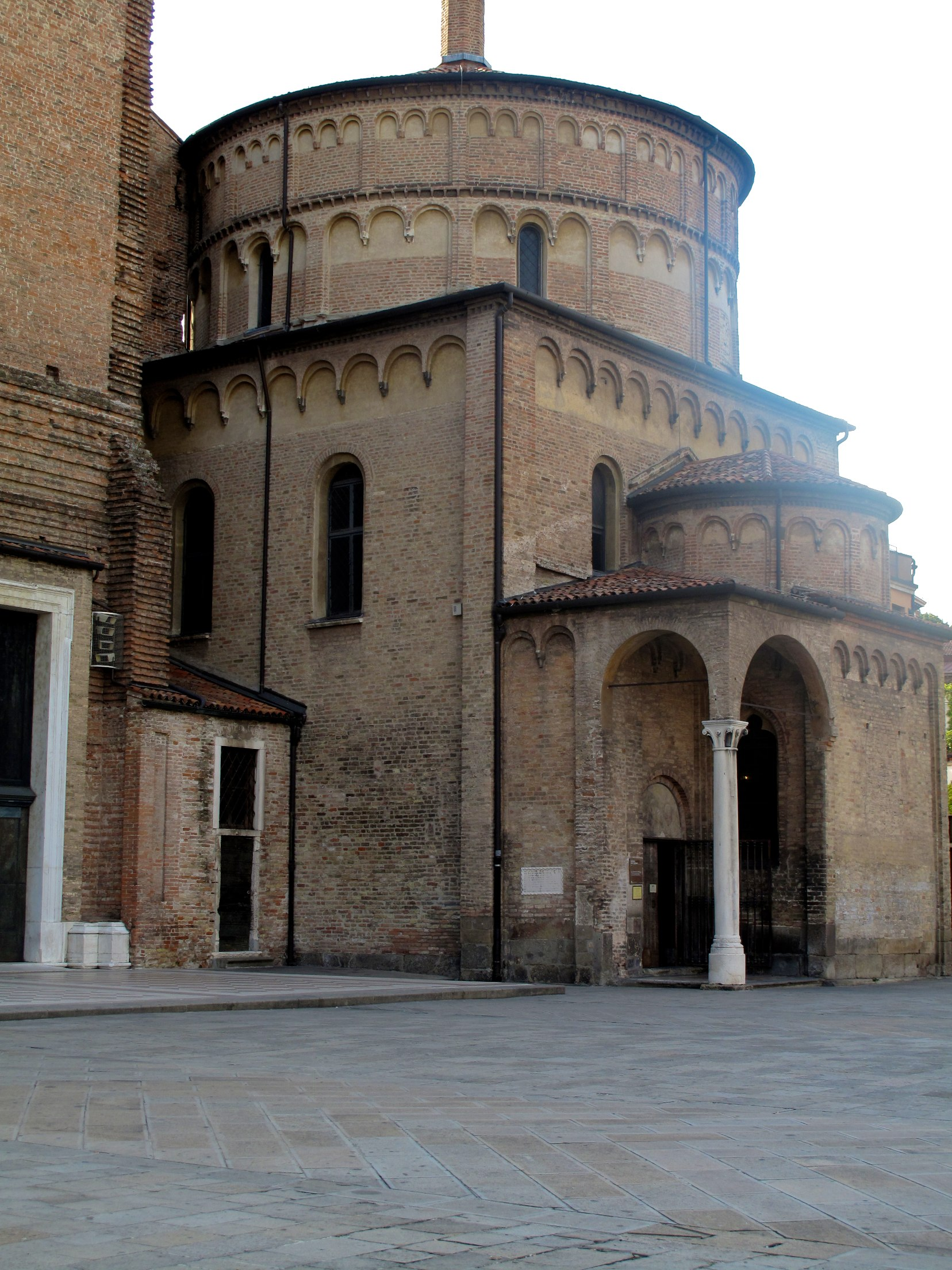

## Descripción

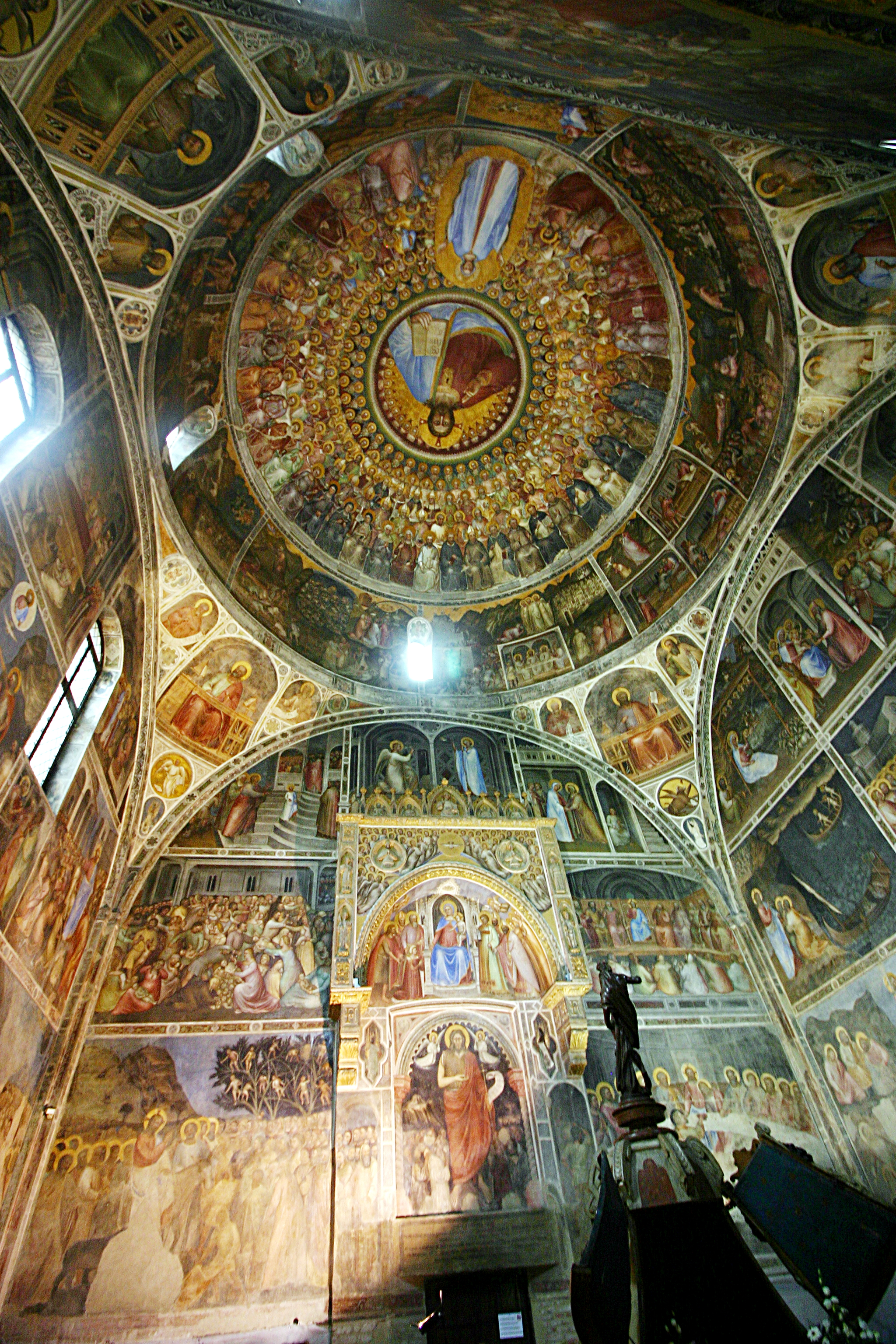
Cúpula interior

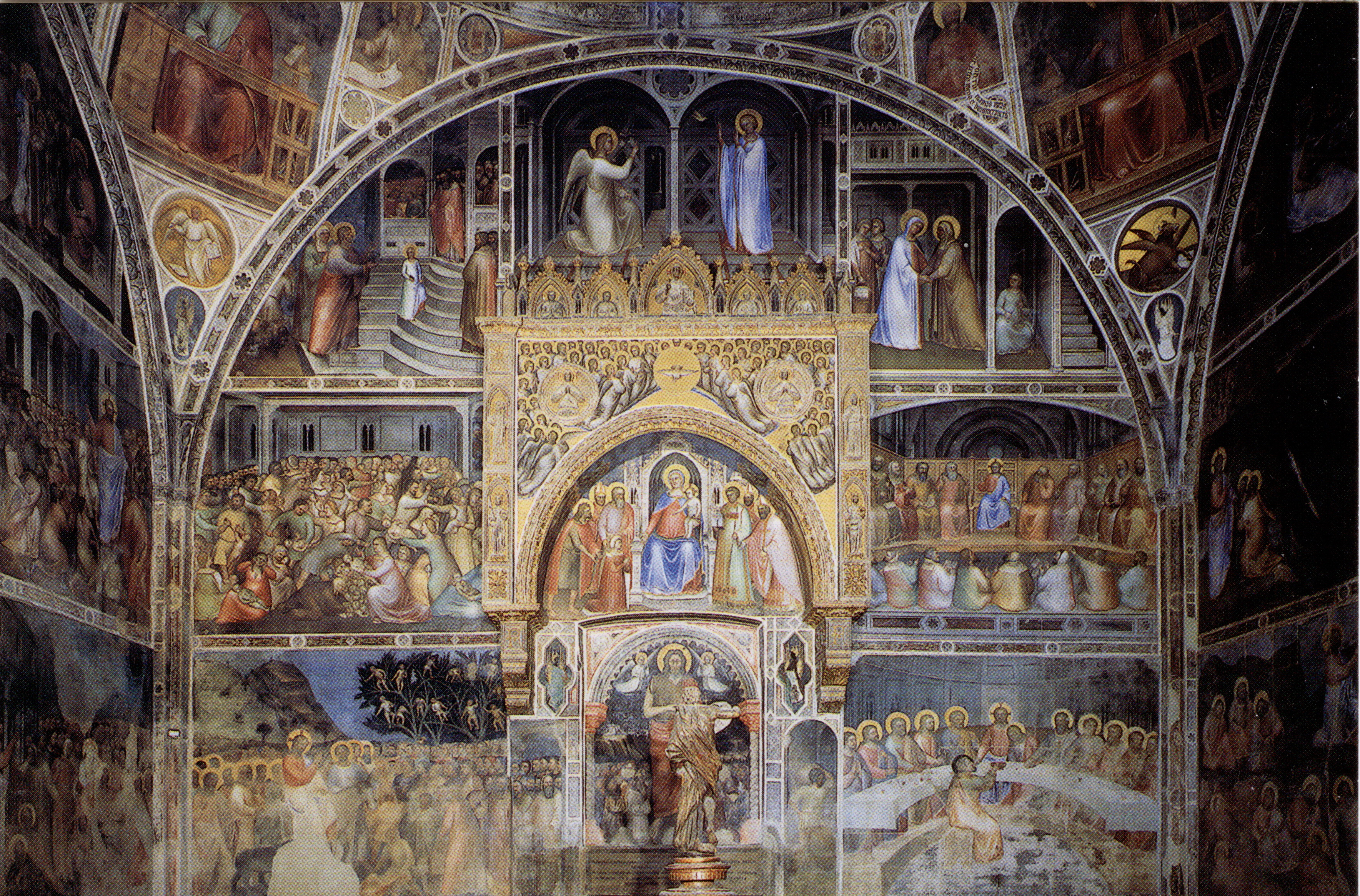
Una de las paredes pintadas con frescos

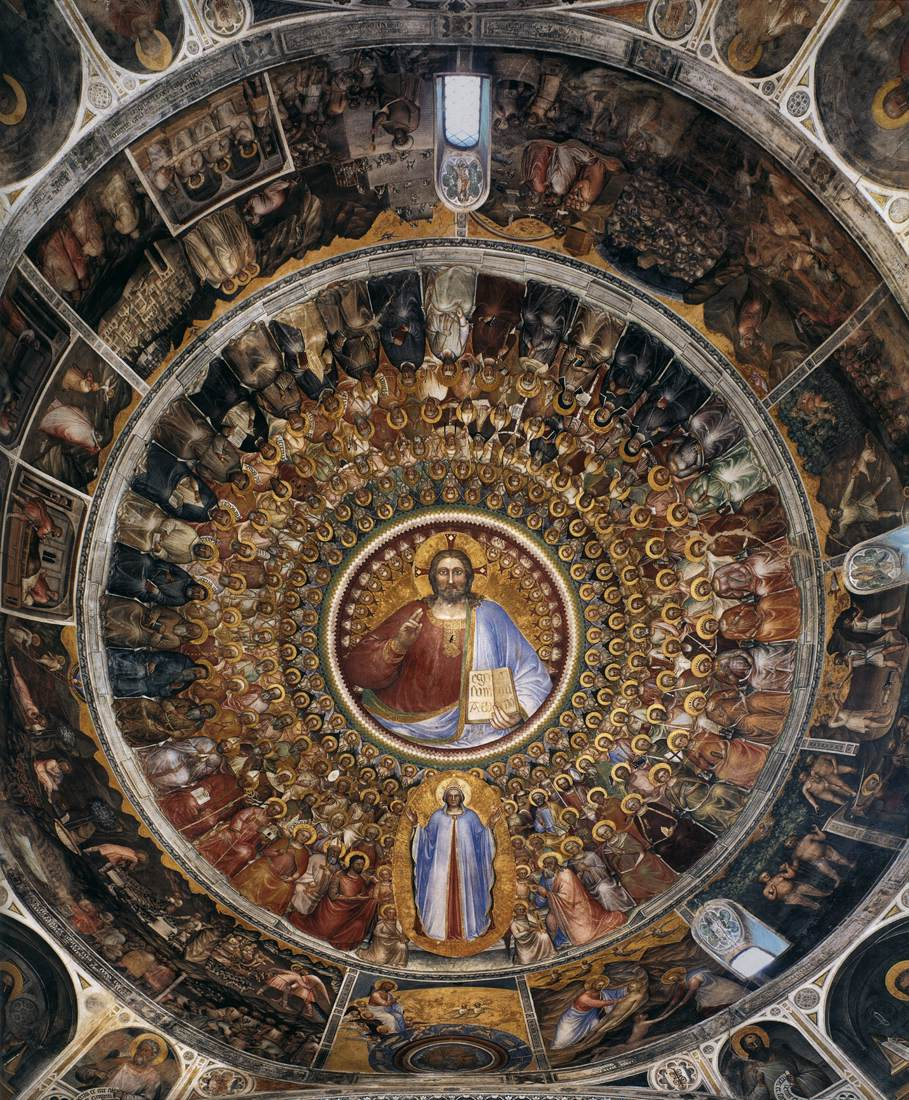
La bóveda del baptisterio

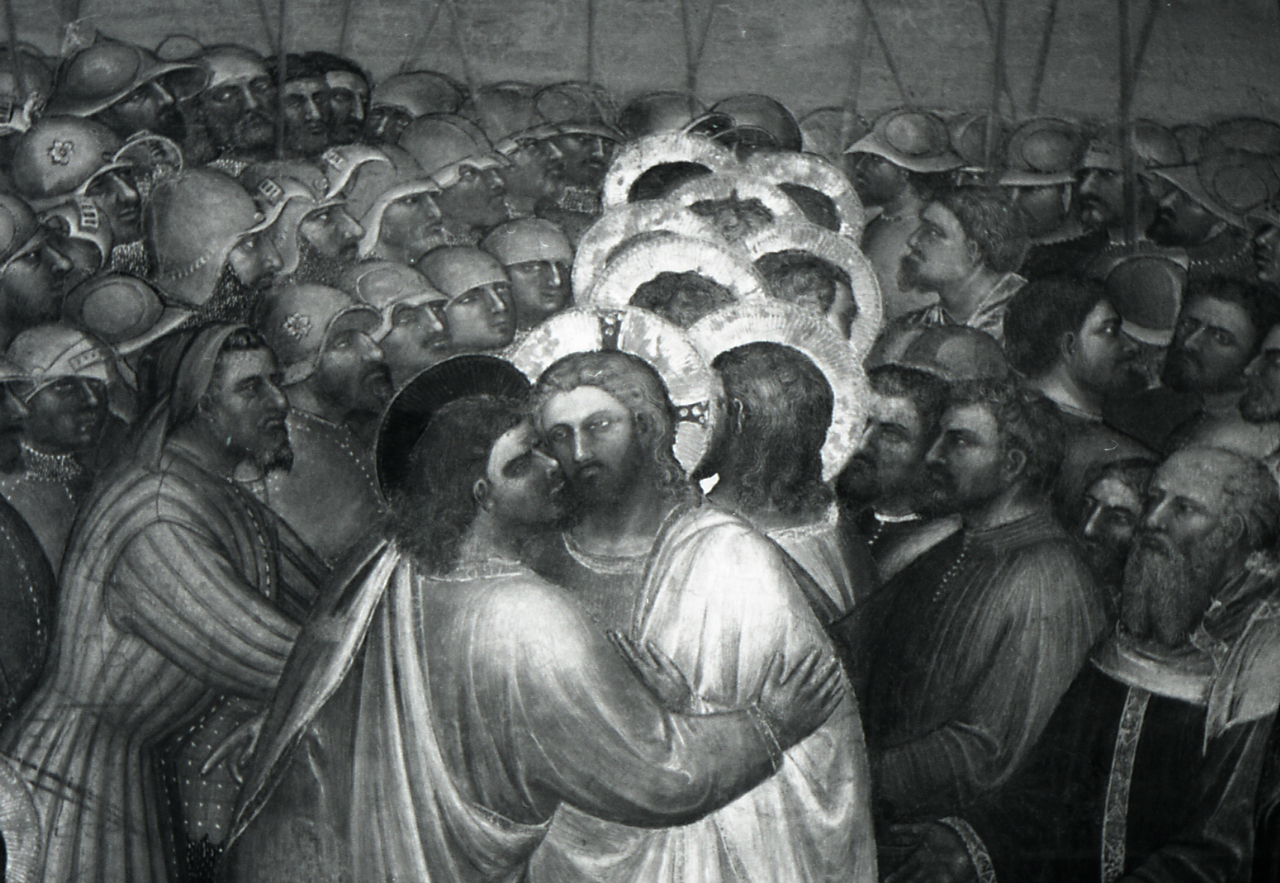
Detalle del fresco que representa el beso de Judas en una foto dePaolo Monti de 1965. Fondo Paolo Monti, BEIC

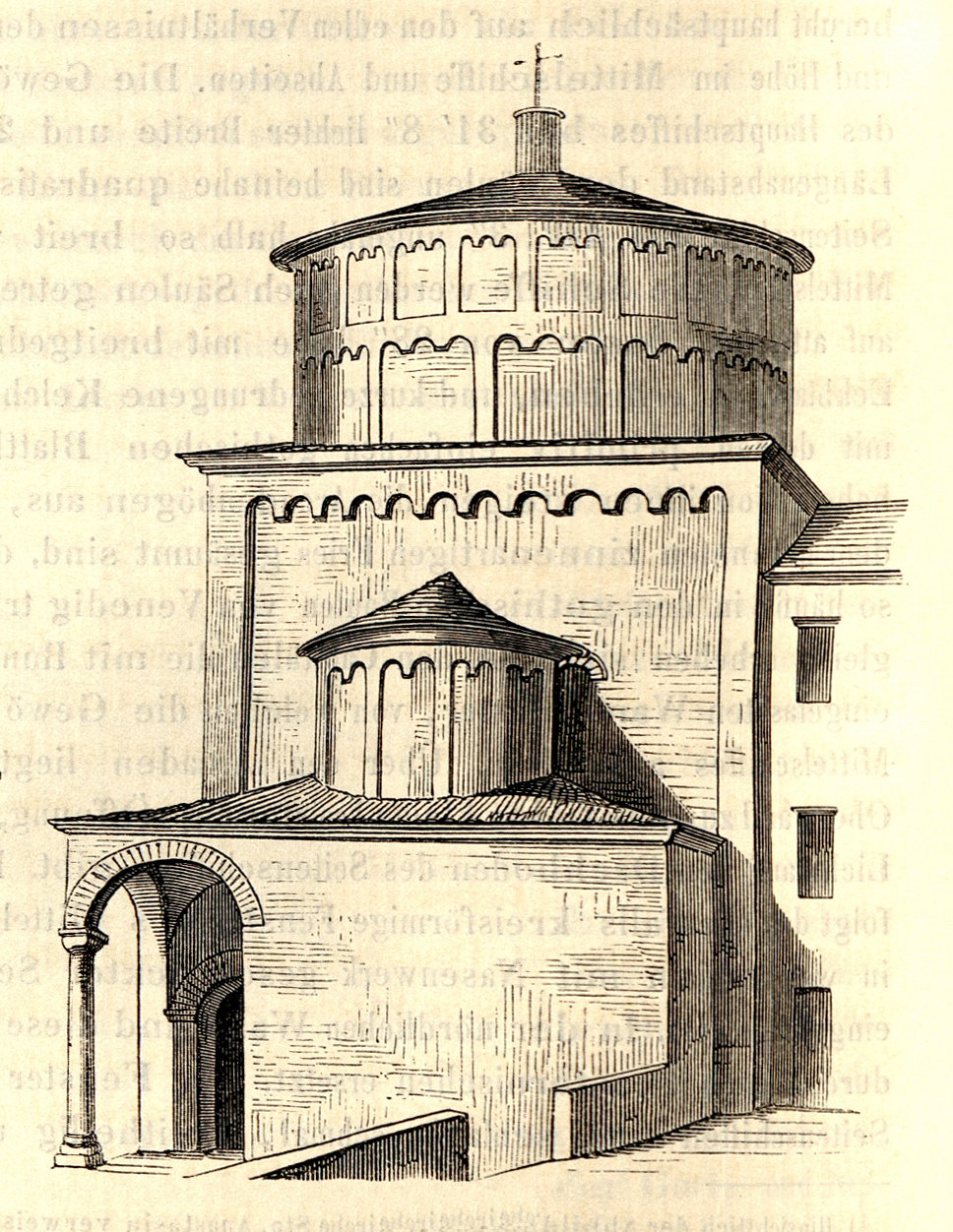
Xilografía de "Notas de viaje sobre obras de arte medievales en Italia", 1858/1859

El ciclo de frescos que decoran los muros, pintado entre 1375 y 1376, se considera la obra maestra de Giusto de' Menabuoi. Las obras que preceden a la de Menabuoi en el baptisterio tienen una fuerte impronta de rigidez románica y bizantina, como se aprecia en la visión del gran Paradisode la cúpula del baptisterio: la escena se organiza alrededor de un Cristo Pantocrátor, en torno al cual gira una rueda hipnótica de ángeles y santos, cuyos halos dorados, vistos desde abajo, parecen ser obra de un gran orfebre.  En el centro del Paraíso también está la Madre di Dio orante, liderando las filas de los elegidos y a través de Cristo y la humanidad, con un manto azul, representada en perfecto eje simétrico con el Cristo Pantocrátor. Las pinturas que recubren las paredes representan episodios de la vida de san Juan Bautista (a la izquierda de la entrada), de María y de Jesús. Para actualizar los acontecimientos de la Historia Sagrada, entre los acontecimientos del Nuevo Testamento hay personajes conocidos por la corte carrarese trecentesca.
En la pared adyacente al altar está representada la Crocifissione [Crucifixión], luego el descenso del Spirito Santo (fresco en la cúpula del altar). En el altar hay un políptico de Giusto dei Menabuoi. En las paredes alrededor del altar, en el ábside, pintadas al fresco hay figuras monstruosas e imágenes tomadas del Apocalipsis de Juan.
En el tambor pintó Storie della Genesi [Historias del Génesis], en las pechinas los Profeti ed Evangelisti [Profetas y Evangelistas], donde ya mostraba un estilo menos bizantino, como las figuras insertadas en verídicas habitaciones pintadas de manera ilusionista. Incluso en las Storie di Cristo e del Battista [Historias de Cristo y del Bautista], sobre las paredes, aparecen  arquitecturas finamente calculadas, donde el pintor insertó sus imágenes solemnes y estáticas. Más libre aparece en cambio la representación en los episodios que lo acompañan, como en las Nozze di Cana [Bodas de Caná], donde un grupo de sirvientes se mueve naturalmente en la habitación, a diferencia de los comensales estáticos. A partir del análisis de estas elecciones estilísticas, queda claro cómo el uso o no de efectos  rétro fueron para Giusto un preciso componente deliberadamente buscado con fines expresivos y simbólicos: es quizás el único pintor del Trecento que elige conscientemente qué lenguaje usar.
En la escena de la creación del mundo, el Zodíaco expresa la función de Cristo como señor del tiempo cósmico. Dios Padre puede interrumpir el curso de los acontecimientos naturales para manifestar su voluntad al hombre: esto sucedió, por ejemplo, durante las tres horas del eclipse solar que acompañaron la agonía y muerte de Jesús. A través de los ángeles, aquí representados, Dios domina y neutraliza la influencia de los antiguos demonios planetarios en el mundo sublunar.

Interior del baptisterio de Padua
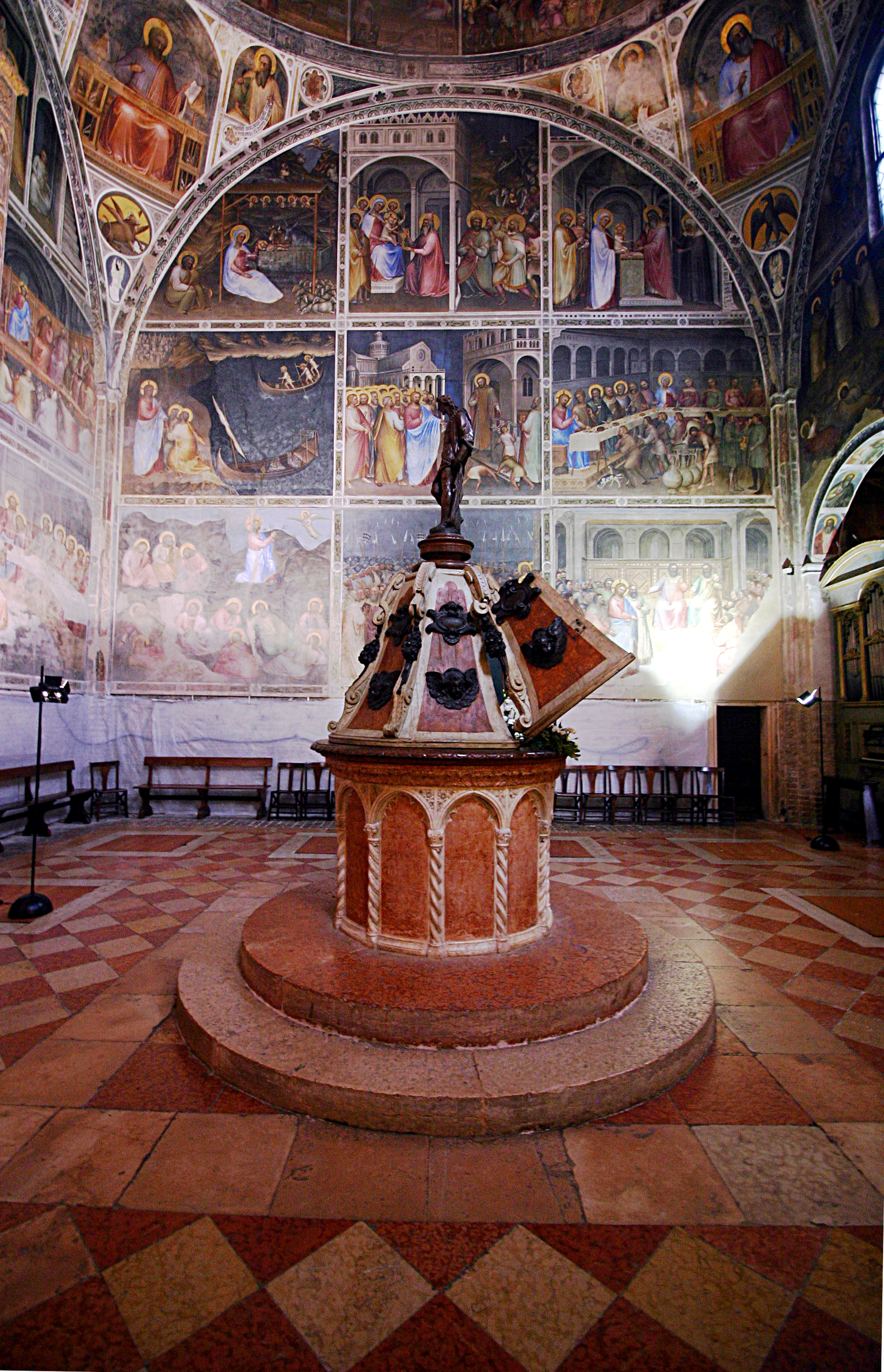
Vista interior
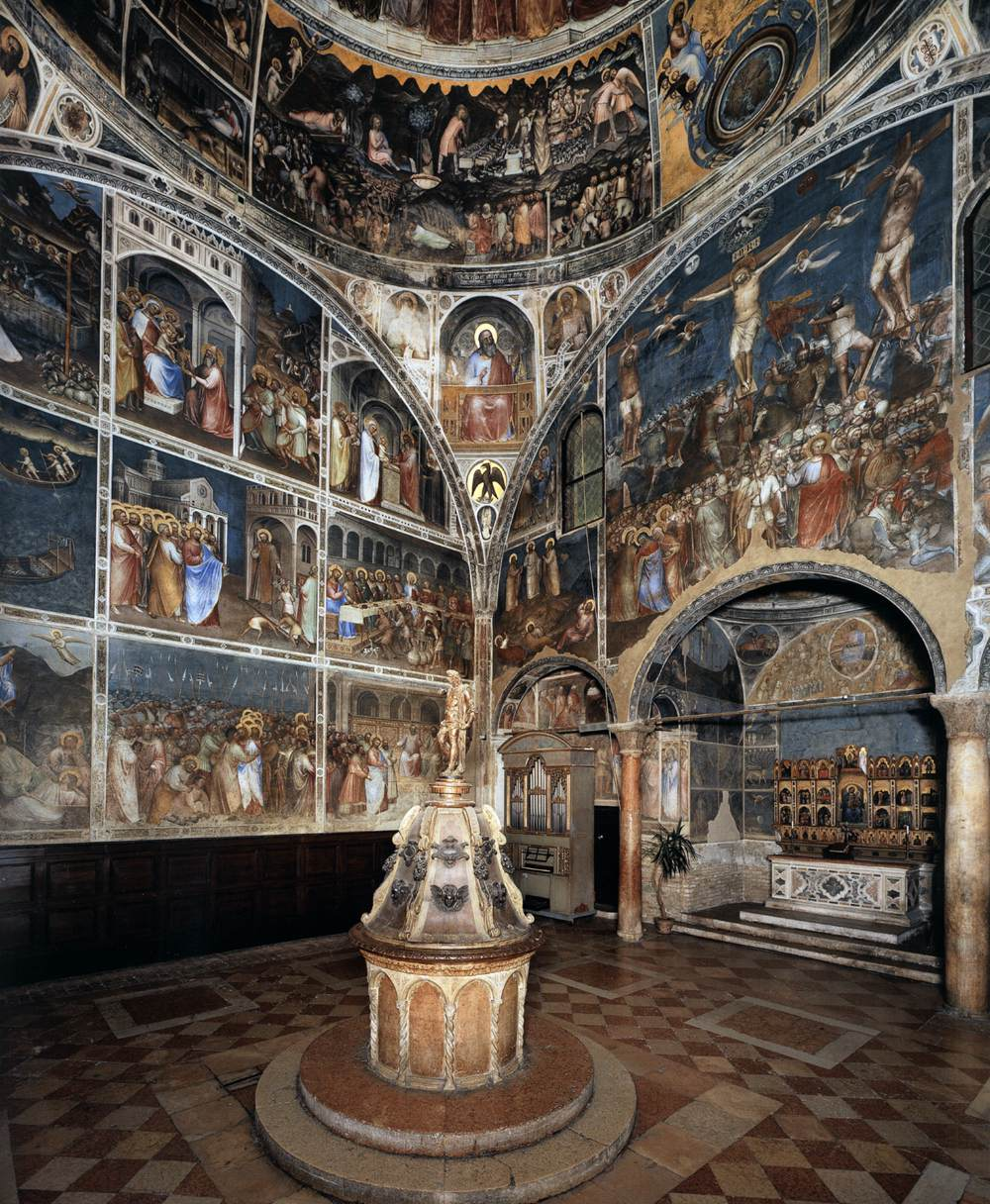
Vista interior
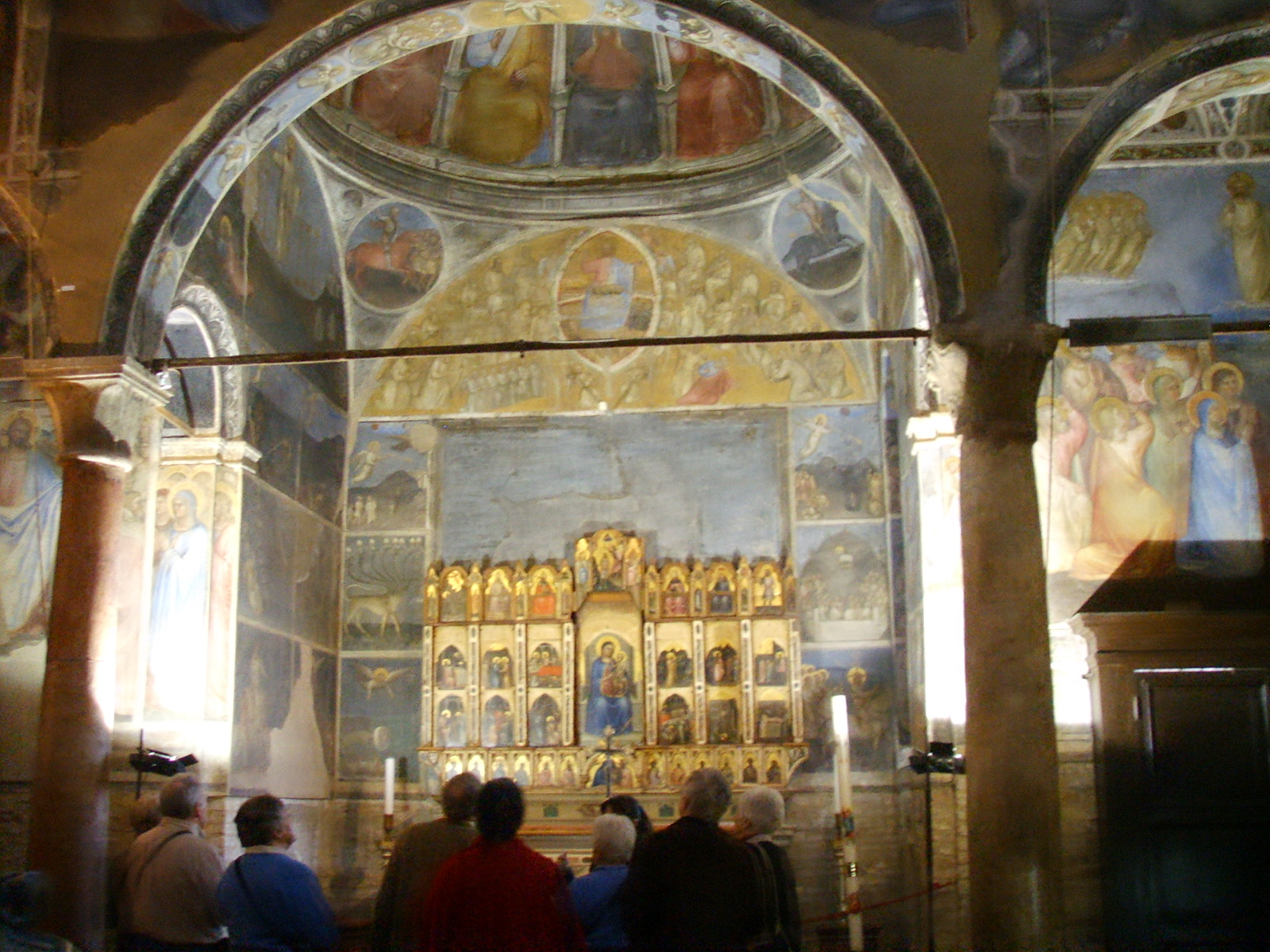
Ábside con el altar principal
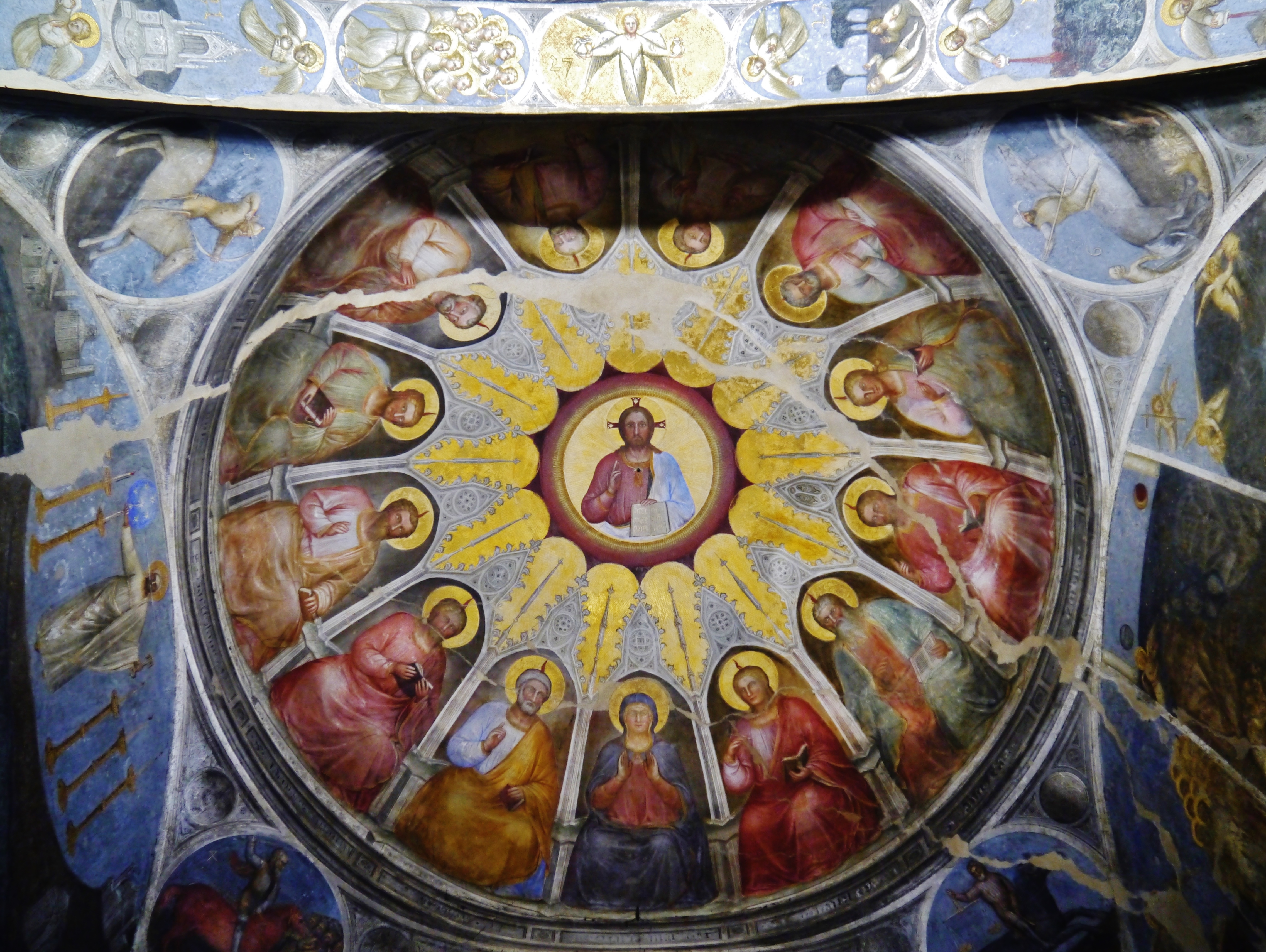
Cúpula sobre el altar
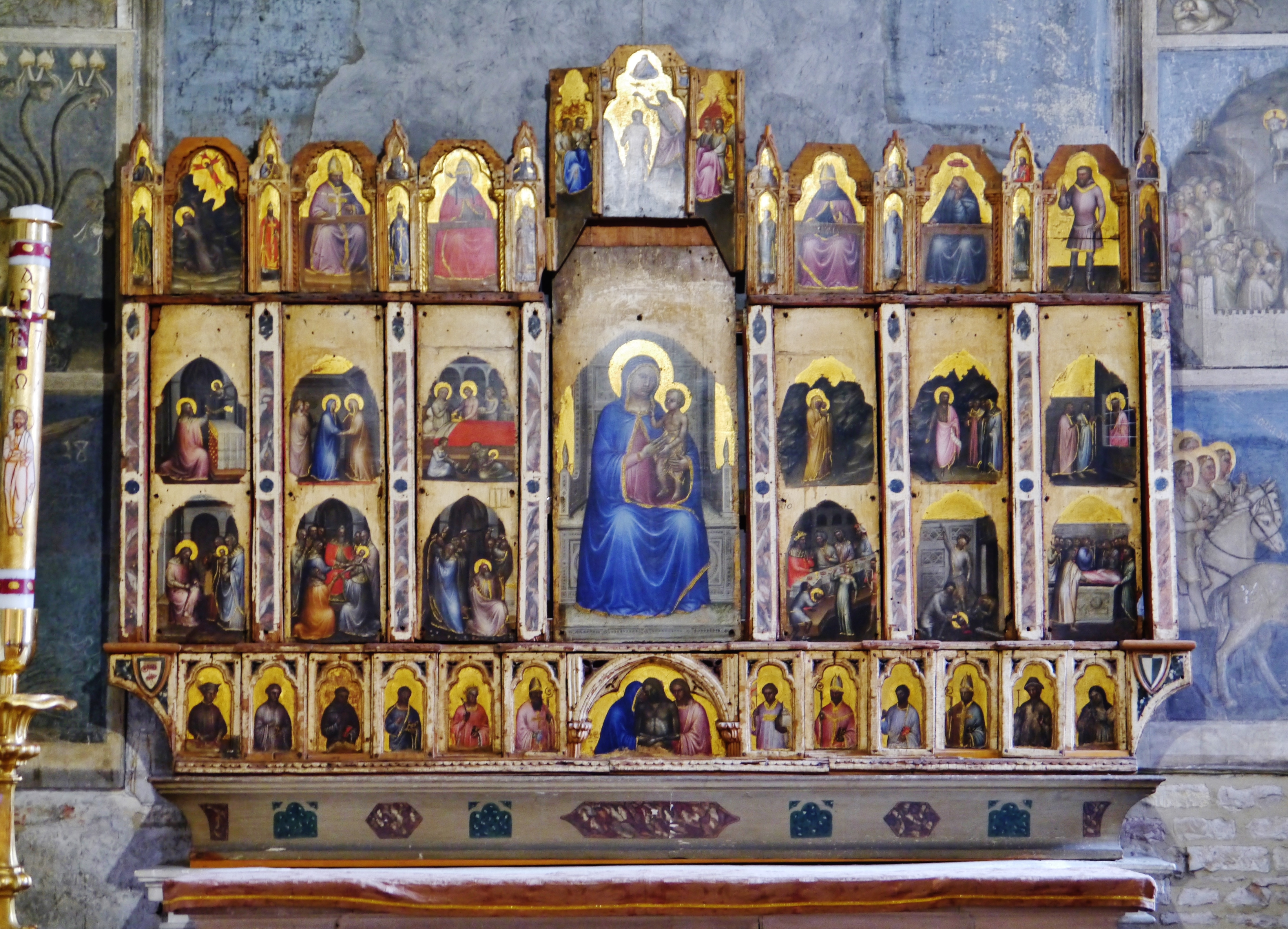
Detalle del altar principal

### La Anunciación
La Anunciación se ubica en un edículo arquitectónico, cuya configuración parece a primera vista tradicional: el Ángel y la Virgen están separados por una columna central que, al resaltar, repite la tradicional partición del espacio emblemático en un mundo humano y en un mundo divino. La imagen, sin embargo, aporta una nueva definición del «lugar figurativo» de la escena: los dos personajes se ubican de hecho en un espacio unificado y coherente, la celda espacial de su encuentro y, una innovación importante, articulada por una serie de aberturas hacia espacios no mostrados pero sugeridos: puerta que conduce a una loggia, o que da a una escalera que conduce a un piso no mostrado.
El pintor retoma así la idea sienesa de edículos arquitectónicos articulados en diversos espacios, desarrollada en particular para las Natividades de la Virgen. La transferencia de esta idea a un tema que no la implica es particularmente importante. La arquitectura sigue siendo desproporcionada para los personajes, pero las aberturas existentes, las direcciones de posibles recorridos se multiplican: el espacio ya no es una yuxtaposición de celdas cerradas, se convierte en un  continum que atraviesa los distintos «entornos» de la historia.

Detalles de los frescos en el baptisterio de Padua
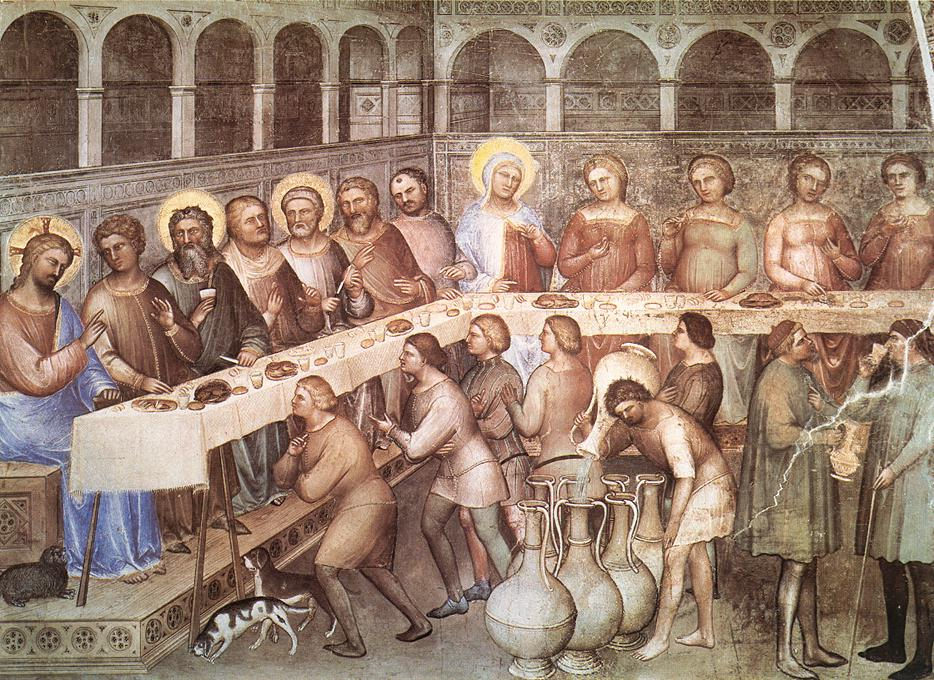
Las Nozze di Cana [Bodas de Caná]
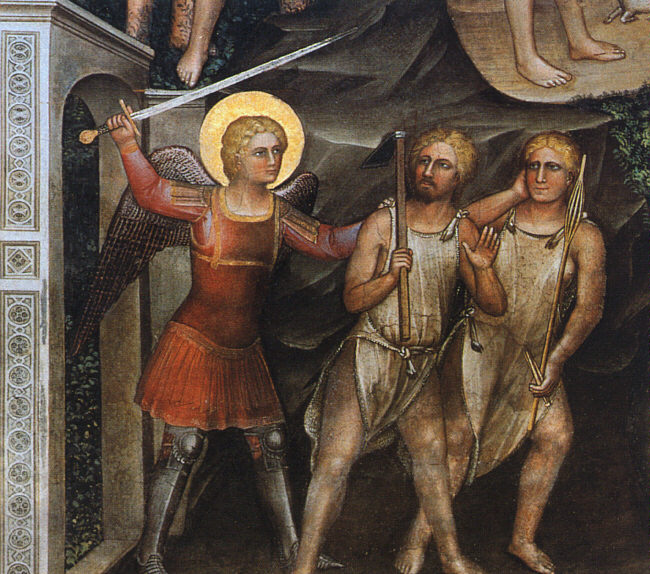
Cacciata di Adamo ed Eva [Expulsión de Adán y Eva]
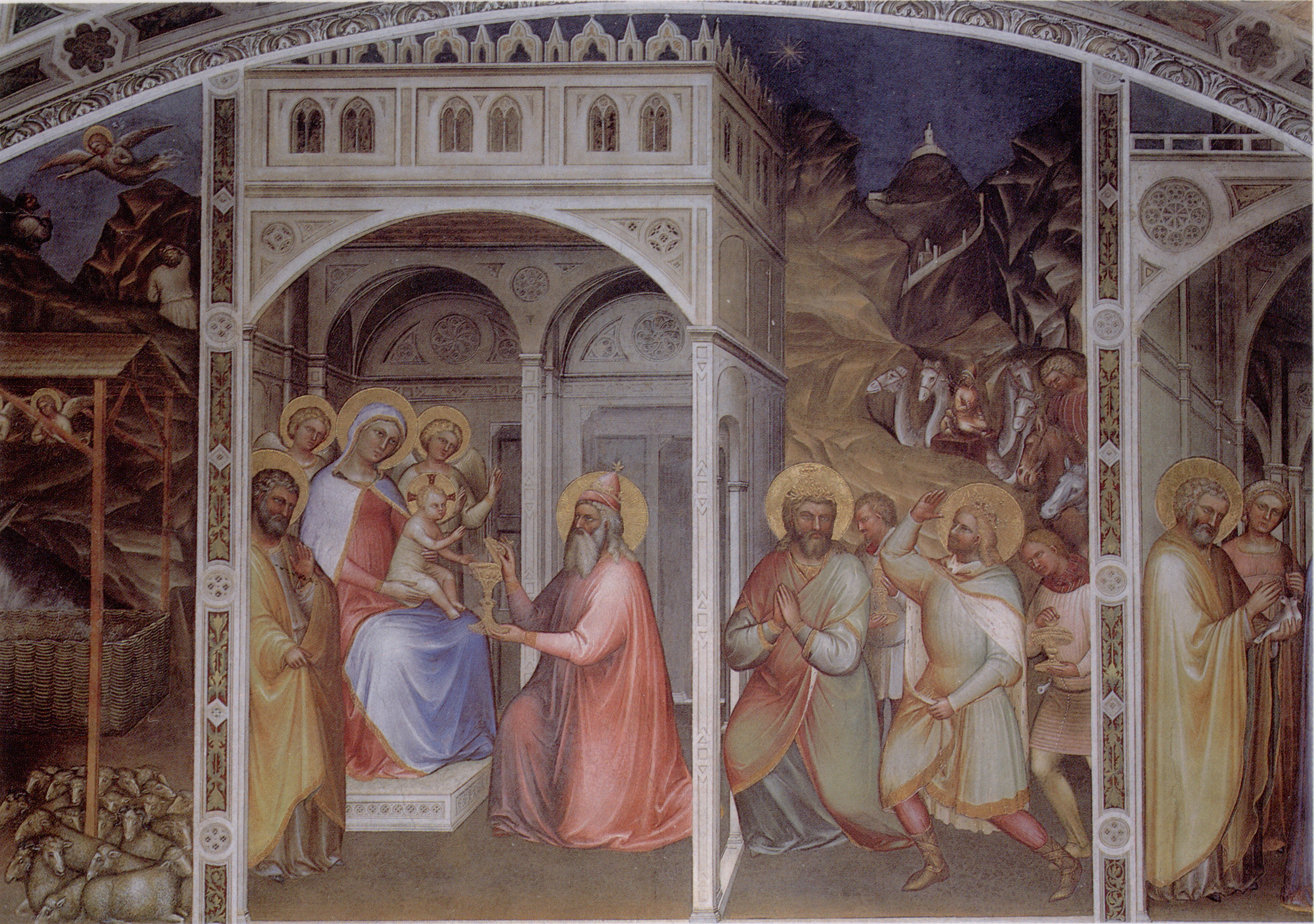
I re magi [Los magos]
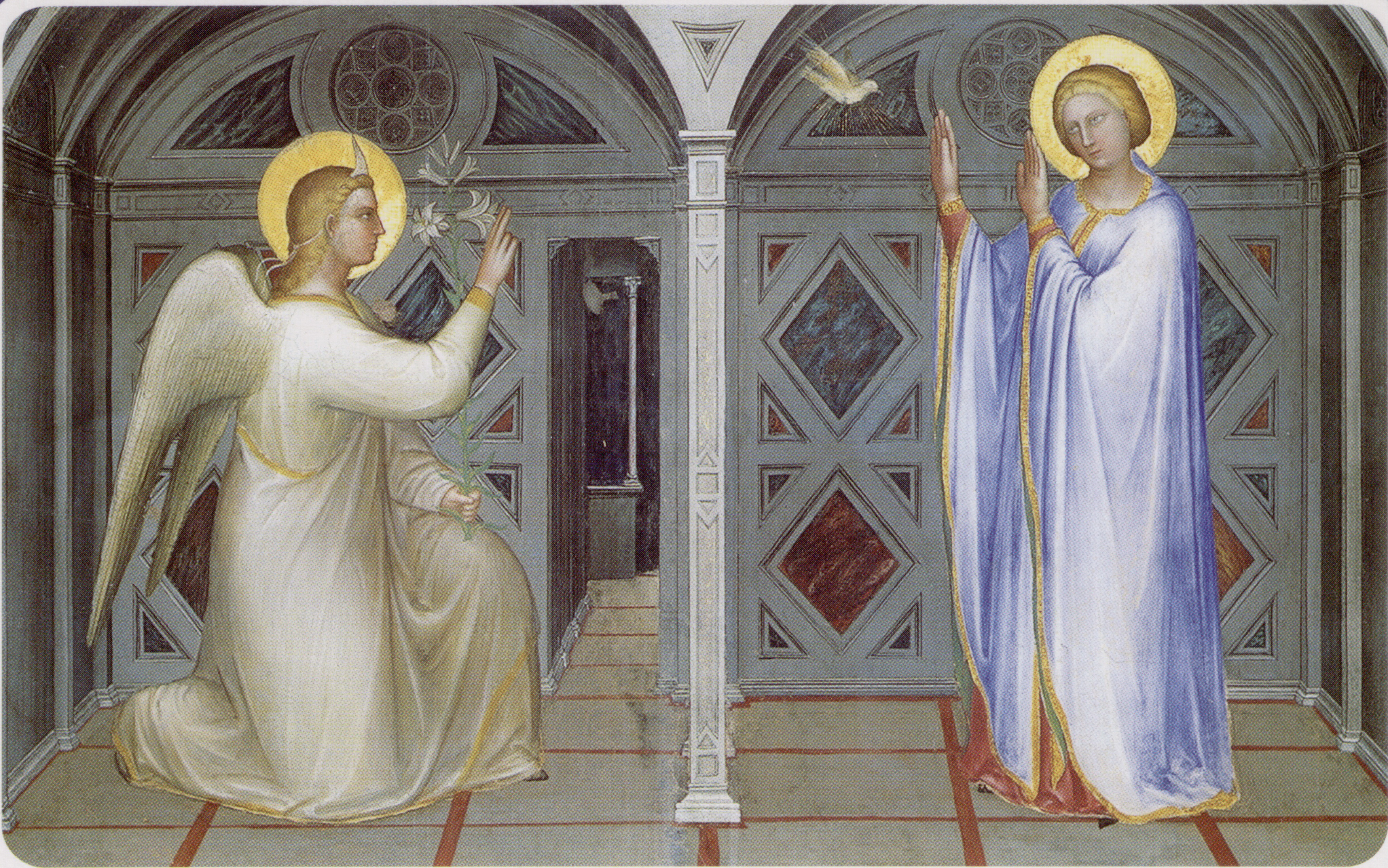
Annunciazione [Anunciación]
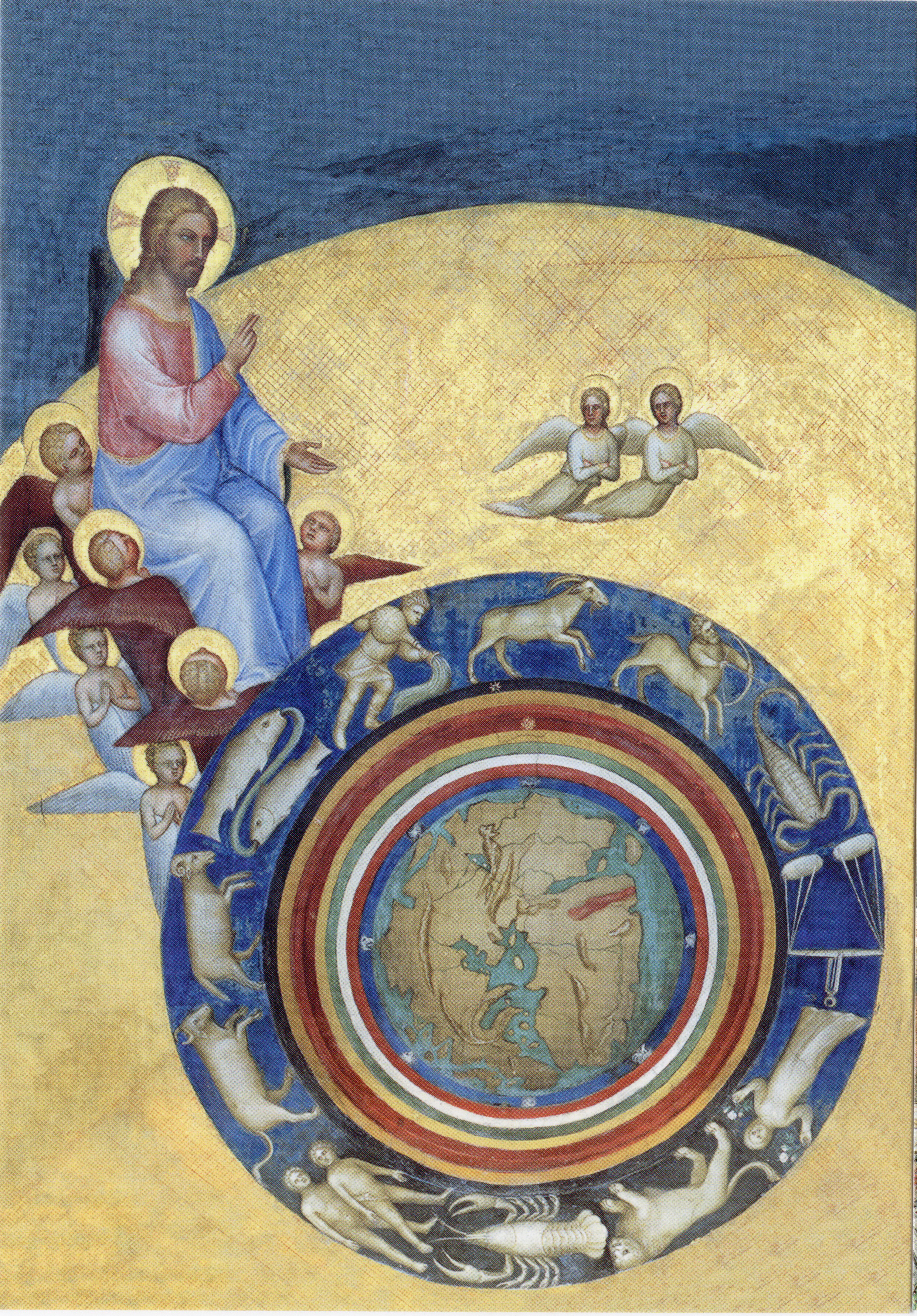
La creazione del mondo [La creación del mundo]